# 생초고분군

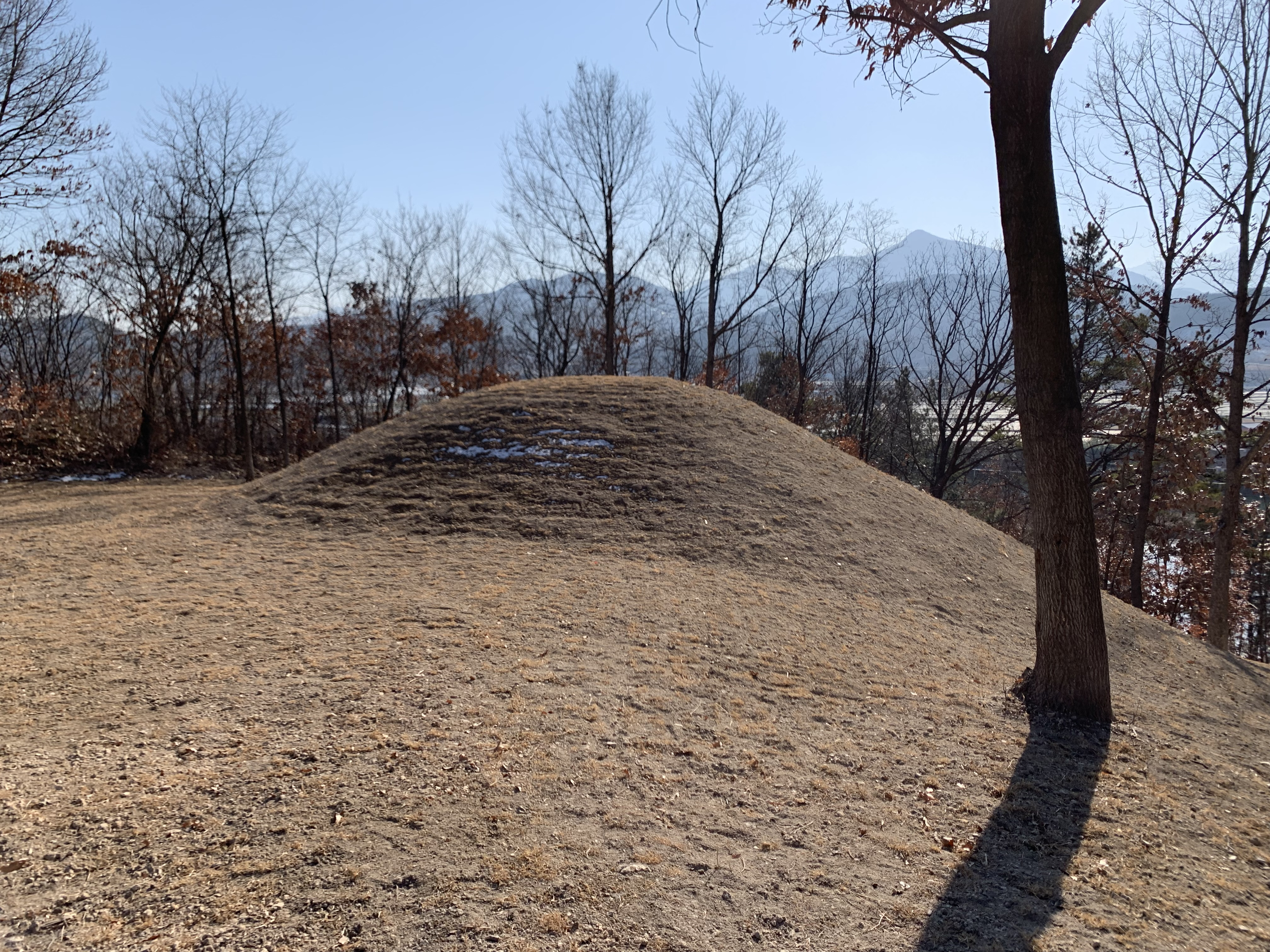
20221220 생초고분군

생초고분군은 경상남도 기념물로, 태봉산 남쪽의 언덕에 위치한 무덤들이다.
원래는 100여기 이상의 무덤이 있었던 것으로 보이나, 개간과 도굴로 대부분 파헤쳐져 지금은 능선을 따라 2∼3기만 확인할 수 있다. 봉분의 규모는 외형상 대형이 지름 25∼30m·높이 6∼8m이며, 중형은 지름 15∼20m·높이 4∼5m, 소형은 지름 10m 내외, 높이 3m 정도이다.
내부는 돌로 돌방(석실)을 만들고 천장을 좁혀 뚜껑돌을 덮고, 입구와 통로가 있는 앞트기식돌방무덤(횡구식석실분)이라 생각된다.
아직 조사가 없어 정확한 연대나 성격은 밝혀지지 않았지만, 가야 무덤에 대한 연구뿐만 아니라 가야사의 실체 해명에 있어서도 중요한 유적으로 생각된다.